# Pohár vítězů pohárů 1986/1987
Sezóna 1986/87 Poháru vítězů pohárů byla 27. ročníkem tohoto poháru. Vítězem se stal tým AFC Ajax.

## První kolo
| Tým #1            | Celk.       | Tým #2              | 1. zápas | 2. zápas |
| ----------------- | ----------- | ------------------- | -------- | -------- |
| AS Řím            | 2 - 2(pen.) | Real Zaragoza       | 2 - 0    | 0 - 2    |
| Żurrieq           | 0 - 7       | Wrexham FC          | 0 - 3    | 0 - 4    |
| B 1903            | 1 - 2       | Vitosha Sofia       | 1 - 0    | 0 - 2    |
| Vasas SC          | 4 - 5       | Velež Mostar        | 2 - 2    | 2 - 3    |
| 17 Nëntori Tirana | 3 - 1       | FC Dinamo București | 1 - 0    | 2 - 1    |
| Malmö FF          | 7 - 2       | Apollon Limassol    | 6 - 0    | 1 - 2    |
| Bursaspor         | 0 - 7       | AFC Ajax            | 0 - 2    | 0 - 5    |
| Olympiakos Pireus | 6 - 0       | Union Lucemburk     | 3 - 0    | 3 - 0    |
| Benfica SL        | 4 - 1       | Lillestrøm SK       | 2 - 0    | 2 - 1    |
| Waterford         | 1 - 6       | Bordeaux            | 1 - 2    | 0 - 4    |
| FC Haka           | 3 - 5       | FK Torpedo Moskva   | 2 - 2    | 1 - 3    |
| VfB Stuttgart     | 1 - 0       | Spartak Trnava      | 1 - 0    | 0 - 0    |
| Rapid Vídeň       | 7 - 6       | Club Brugge KV      | 4 - 3    | 3 - 3    |
| Glentoran         | 1 - 3       | Lokomotive Leipzig  | 1 - 1    | 0 - 2    |
| Fram Reykjavík    | 0 - 4       | GKS Katowice        | 0 - 3    | 0 - 1    |
| Aberdeen FC       | 2 - 4       | Sion                | 2 - 1    | 0 - 3    |

## Druhé kolo
| Tým #1            | Celk.    | Tým #2             | 1. zápas | 2. zápas      |
| ----------------- | -------- | ------------------ | -------- | ------------- |
| Real Zaragoza     | 2(v) - 2 | Wrexham FC         | 0 - 0    | 2 - 2(prodl.) |
| Vitosha Sofia     | 5 - 4    | Velež Mostar       | 2 - 0    | 3 - 4         |
| 17 Nëntori Tirana | 0 - 3    | Malmö FF           | 0 - 3    | 0 - 0         |
| AFC Ajax          | 5 - 1    | Olympiakos Pireus  | 4 - 0    | 1 - 1         |
| Benfica SL        | 1 - 2    | Bordeaux           | 1 - 1    | 0 - 1         |
| FK Torpedo Moskva | 7 - 3    | VfB Stuttgart      | 2 - 0    | 5 - 3         |
| Rapid Vídeň       | 2 - 3    | Lokomotive Leipzig | 1 - 1    | 1 - 2(prodl.) |
| GKS Katowice      | 2 - 5    | Sion               | 2 - 2    | 0 - 3         |

## Čtvrtfinále
| Tým #1             | Celk.    | Tým #2            | 1. zápas | 2. zápas |
| ------------------ | -------- | ----------------- | -------- | -------- |
| Real Zaragoza      | 4 - 0    | Vitosha Sofia     | 2 - 0    | 2 - 0    |
| Malmö FF           | 2 - 3    | AFC Ajax          | 1 - 0    | 1 - 3    |
| Bordeaux           | 3(v) - 3 | FK Torpedo Moskva | 1 - 0    | 2 - 3    |
| Lokomotive Leipzig | 2 - 0    | Sion              | 2 - 0    | 0 - 0    |

## Semifinále
| Tým #1        | Celk.       | Tým #2             | 1. zápas | 2. zápas       |
| ------------- | ----------- | ------------------ | -------- | -------------- |
| Real Zaragoza | 2 - 6       | AFC Ajax           | 2 - 3    | 0 - 3          |
| Bordeaux      | 1 - 1(pen.) | Lokomotive Leipzig | 0 - 1    | 1 - 0 (prodl.) |

## Finále
| 13. května 1987      |       |                    |                                                                        |
| AFC Ajax             | 1 – 0 | Lokomotive Leipzig | Olympic Stadium, Athény diváci: 35 000 rozhodčí: Luigi Agnolin (Italy) |
| Marco van Basten 21' |       |                    | Olympic Stadium, Athény diváci: 35 000 rozhodčí: Luigi Agnolin (Italy) |

## Vítěz
| Pohár vítězů pohárů 1986/87 AFC Ajax Stanley Menzo, Frank Verlaat, Sonny Silooy, Peter Boeve, Rob Witschge, Jan Wouters, Johnny Vant Schip, Arnold Mühren , Frank Rijkaard, Aron Winter, Marco van Basten, Arnold Scholten, Dennis Bergkamp Trenér: Johan Cruijff |